# Schachgesellschaft Solingen
Die Schachgesellschaft Solingen e. V. (bis 1996 Solinger SG 1868, bis 2009 Schachgesellschaft 1868-Aljechin Solingen) ist ein traditions- und erfolgreicher deutscher Schachverein. Die SG spielt in der Schachbundesliga und ist neben dem Hamburger SK der einzige Verein, welcher der 1. Bundesliga seit deren Einführung 1980 ununterbrochen angehört. 

## Geschichte
Der Verein ist 1996 aus der Fusion der Vereine Solinger Schachgesellschaft 1868 und SG Aljechin Solingen hervorgegangen. Er hat seinen Sitz in Solingen und verfügt über derzeit neun Mannschaften von der Bezirks- bis zur Bundesebene. Dabei gehört die Schachbundesliga-Mannschaft zu einer der erfolgreichsten Mannschaften Deutschlands. Zu ihren Erfolgen zählen zwei Siege im Europapokal für Vereinsmeisterschaften (1976 und 1990), sowie der Gewinn der deutschen Mannschaftsmeisterschaften in den Jahren 1969, 1971, 1972, 1973, 1974, 1975, 1980 und nach Einführung der Bundesliga: 1980/81, 1986/87, 1987/88 (die drei letzten Meisterschaftserfolge mithilfe von Ex-Weltmeister Boris Spasski), 1996/97 und 2015/16, insgesamt also 12 deutsche Meistertitel. 1986, 2006 und 2009 gewann der Verein den Deutschen Mannschaftspokal. 1986, 1996, 2000 und 2002 siegte er bei den deutschen Blitzschachmannschaftsmeisterschaften.
2016 wurde SG Solingen in der U14w deutscher Vereinsmeister.

## Persönlichkeiten des Vereins
Von 1963 an war Herbert Scheidt († Mai 2018) in maßgeblichen Funktionen (Spielleiter, 1. Vorsitzender u. a.) für den Verein tätig und indes an allen Erfolgen der ersten Mannschaft beteiligt, 1974 auch als Spieler. Er war als Teamchef der ersten Mannschaft der dienstälteste Mannschaftsführer der Schachbundesliga. 

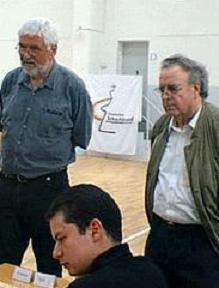
Besser, Lautier und Evertz (2002)

Joël Lautier (Vizepräsident des französischen Schachverbandes) spielte mehrere Jahre für den Solinger Schachverein, mit dem er 2002 in Solingen die Deutsche Blitzmannschaftsmeisterschaft gewann. Auf dem Foto rechts ist neben Hans Besser (Deutscher Meister 1967) und Joël Lautier auch Egon Evertz, der frühere Vorsitzende und Sponsor des Solinger Vereins abgebildet. Im Mai 2002 sprach ihm der Deutsche Schachbund Dank und Anerkennung in Form einer Ehrenurkunde aus.
1. Vorsitzender des Vereins ist Oliver Kniest.
Die zweite Mannschaft spielt aktuell in der 2. Bundesliga West. Der Verein hatte am 1. Januar 2017 130 Mitglieder und war damit der größte Schachverein im Schachbezirk Bergisch-Land.

## Aktueller Spielerkader (Top 20)
Mit Stand 2. April 2020 waren folgende Spieler für die Schachgesellschaft Solingen gemeldet:
| Nummer | Name                  | DWZ-Turnieranzahl | Elo  | FIDE-Titel |
| ------ | --------------------- | ----------------- | ---- | ---------- |
| 1      | Anish Giri            | 2754-100          | 2764 | GM         |
| 2      | Pentala Harikrishna   | 2696-96           | 2719 | GM         |
| 3      | Jorden van Foreest    | 2695-128          | 2682 | GM         |
| 4      | Markus Ragger         | 2661-119          | 2679 | GM         |
| 5      | Surya Shekhar Ganguly | 2653-17           | 2635 | GM         |
| 6      | Robin van Kampen      | 2634-88           | 2658 | GM         |
| 7      | Loek van Wely         | 2630-140          | 2615 | GM         |
| 8      | Aryan Tari            | 2623-59           | 2634 | GM         |
| 9      | Erwin l’Ami           | 2608-139          | 2620 | GM         |
| 10     | Predrag Nikolić       | 2603-79           | 2562 | GM         |
| 11     | Mads Andersen         | 2597-94           | 2585 | GM         |
| 12     | Chanda Sandipan       | 2575-103          | 2543 | GM         |
| 13     | Jan Smeets            | 2575-66           | 2585 | GM         |
| 14     | Borki Predojević      | 2571-60           | 2601 | GM         |
| 15     | Artur Jussupow        | 2528-94           | 2559 | GM         |
| 16     | Alexander Naumann     | 2514-144          | 2539 | GM         |
| 17     | Florian Handke        | 2504-118          | 2540 | GM         |
| 18     | Robert Kreisl         | 2422-107          | 2401 | IM         |
| 19     | Georg Halvax          | 2392-11           | 2416 | IM         |
| 20     | Jörg Wegerle          | 2376-182          | 2401 | IM         |